# Liste der Baudenkmäler in Thurmansbang
Auf dieser Seite sind die Baudenkmäler in der niederbayerischen Gemeinde Thurmansbang zusammengestellt. Diese Tabelle ist eine Teilliste der Liste der Baudenkmäler in Bayern. Grundlage ist die Bayerische Denkmalliste, die auf Basis des Bayerischen Denkmalschutzgesetzes vom 1. Oktober 1973 erstmals erstellt wurde und seither durch das Bayerische Landesamt für Denkmalpflege geführt wird. Die folgenden Angaben ersetzen nicht die rechtsverbindliche Auskunft der Denkmalschutzbehörde.
 Die Liste gibt den Fortschreibungsstand vom 7. Dezember 2018 wieder und umfasst 23 Baudenkmäler.

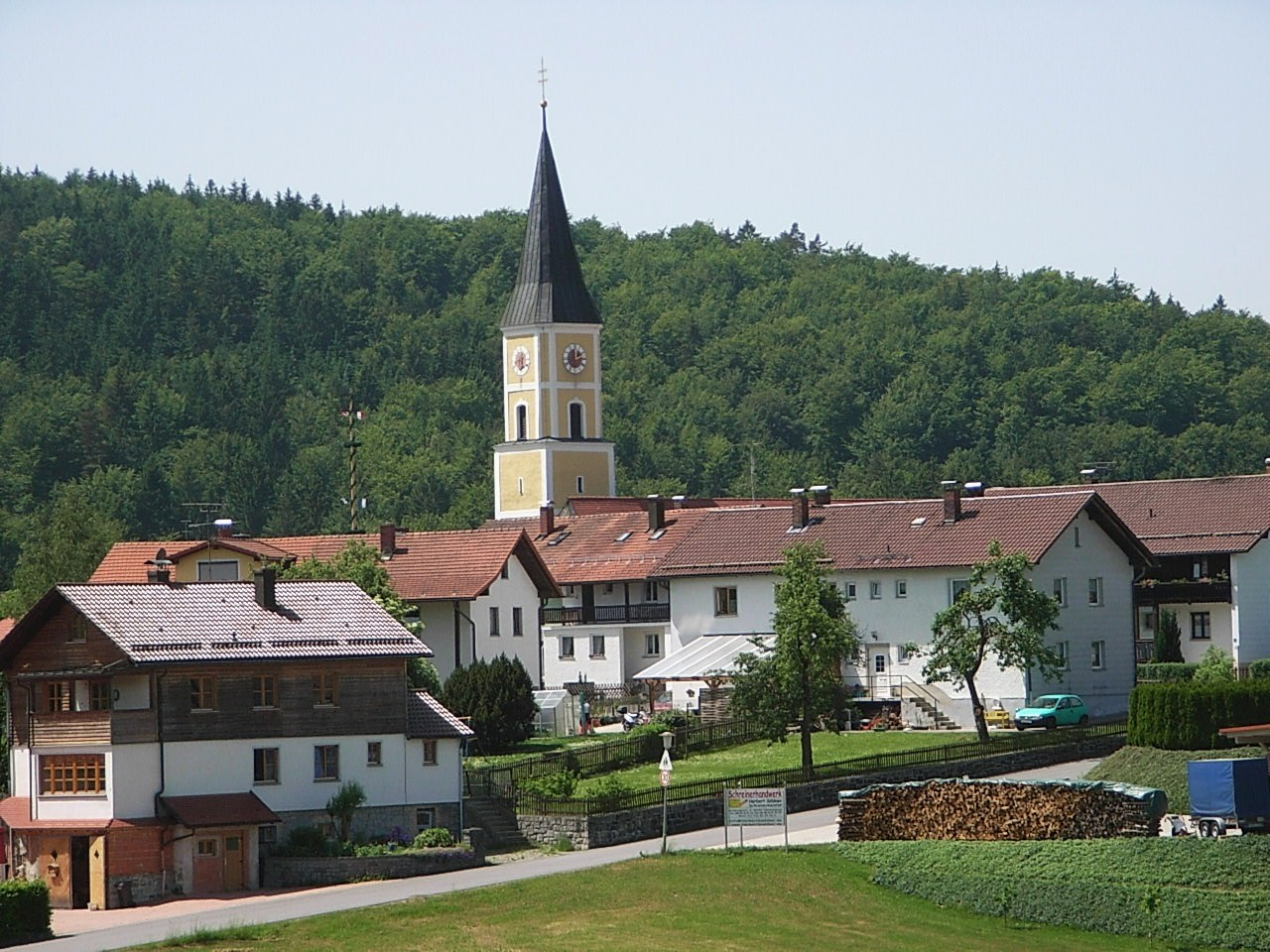
Blick auf Thurmansbang

## Baudenkmäler nach Ortsteilen

### Thurmansbang
| Lage                     | Objekt                             | Beschreibung | Akten-Nr.    | Bild                               |
| ------------------------ | ---------------------------------- | --- | ------------ | ---------------------------------- |
| Kirchstraße 3 (Standort) | Ehemaliges Pfarrhaus               | Zweigeschossiger Halbwalmdachbau, zweites Viertel 19. Jahrhundert. | D-2-72-150-1 | Ehemaliges Pfarrhaus               |
| Kirchstraße 5 (Standort) | Katholische Pfarrkirche St. Markus | Saalkirche mit Steildach und Schweifgiebel, eingezogener, halbrund geschlossener Chor, Flankenturm mit Spitzhelm, im Kern barock, 1763 erneuert und vergrößert, Langhaus 1904 verlängert; mit Ausstattung; Friedhofsmauer, im nördlichen Bereich eingelassene Epitaphen, Bruchstein, 18./19. Jahrhundert. | D-2-72-150-2 | Katholische Pfarrkirche St. Markus |

### Ebenreuth
| Lage                   | Objekt          | Beschreibung | Akten-Nr.    | Bild |
| ---------------------- | --------------- | --- | ------------ | ---- |
| Ebenreuth 5 (Standort) | Kleinbauernhaus | Eingeschossiger Flachsatteldachbau, Giebel und Kniestock Blockbau, bezeichnet 1820; zugehörig Backhäuschen, Kleinbau mit Satteldach, Bruchsteinmauerwerk, 18./19. Jahrhundert. | D-2-72-150-4 | BW   |

### Gingharting
| Lage                      | Objekt                      | Beschreibung | Akten-Nr.     | Bild |
| ------------------------- | --------------------------- | --- | ------------- | ---- |
| Gingharting 5 (Standort)  | Wohnhaus eines Dreiseithofs | Zweigeschossiger Satteldachbau, Obergeschoss Blockbau, erste Hälfte 19. Jahrhundert, Dach später; Stadel, verbretterter Ständerbau mit steilem Satteldach und mittiger Durchfahrt, bezeichnet 1864, wohl älter. | D-2-72-150-6  | BW   |
| Gingharting 10 (Standort) | Ginghartinger Mühle         | Wohnhaus mit Getreidemühle, zweigeschossiger Granit- und Ziegelbau mit flach geneigtem Satteldach und Giebelschrot, bezeichnet J1830M und 1825; mit Mühlenausstattung und oberschlächtigem Wasserrad; Sägewerk, eingeschossiger Satteldachbau, Holzständerwerk mit Verbretterung, 1904; mit Ausstattung und oberschlächtigem Wasserrad; Inhaus mit Stall, zweigeschossiger Satteldachbau, Bruchstein, Obergeschoss Holzständerwerk mit Verbretterung, um 1900; Backofen, kleiner Satteldachbau mit Bruchsteinmauerwerk, 1. Hälfte 19. Jahrhundert. | D-2-72-150-15 | BW   |

### Kneisting
| Lage                    | Objekt      | Beschreibung | Akten-Nr.    | Bild |
| ----------------------- | ----------- | --- | ------------ | ---- |
| In Kneisting (Standort) | Dorfkapelle | Satteldachbau mit eingezogenem, fünfseitig geschlossenem Chor und Dachreiter, neugotisch, wohl 19. Jahrhundert; mit Ausstattung. | D-2-72-150-7 | BW   |

### Rabenstein
| Lage                     | Objekt        | Beschreibung                                                          | Akten-Nr.     | Bild          |
| ------------------------ | ------------- | --------------------------------------------------------------------- | ------------- | ------------- |
| In Rabenstein (Standort) | Weilerkapelle | Kleinbau mit Steildach und rundbogiger Öffnung, Mitte 19. Jahrhundert | D-2-72-150-10 | Weilerkapelle |

### Rottaumühle

#### Museumsdorf Bayerischer Wald
Quelle Dorfplan:

| Lage                            | Objekt                                   | Beschreibung | Akten-Nr.     | Bild                 |
| ------------------------------- | ---------------------------------------- | --- | ------------- | -------------------- |
| Museumsdorf Nr. 4 (Standort)    | Ehemaliges Inhaus                        | Eingeschossiger Blockbau mit vorschießendem Flachsatteldach, 17. Jahrhundert.; 1978 aus Manzenberg (Lkr. Passau) transferiert. | D-2-75-152-20 | Ehemaliges Inhaus    |
| Museumsdorf Nr. 10 (Standort)   | Ehemalige Hofkapelle                     | Offene Holzkapelle mit Flachsatteldach und Dachreiter, um 1840; 1977 aus Thannöd (Lkr. Rottal-Inn) transferiert. | D-2-75-152-26 | BW                   |
| Museumsdorf Nr. 11 (Standort)   | Ehemaliges Forst- bzw. Kramerhaus        | Dreigeschossiger Flachsatteldachbau mit vorschießendem Flachsatteldach, Bruchstein-Erdgeschoss, zwei Blockbau-Obergeschossen, Giebelbalkon und angebautem Stadel, im Kern 18. Jahrhundert, Anfang 19. Jahrhundert aufgestockt; 1980 aus Kirchdorf (Lkr. Regen) transferiert. | D-2-75-152-27 | BW                   |
| Museumsdorf Nr. 14 (Standort)   | Bauernhaus                               | Giebelgeteilter zweigeschossiger Blockbau mit vorschießendem, flachem Frackdach und zwei Giebelschroten und massivem Stallteil, bezeichnet 1760; 1982 aus Oberlangrain (Lkr. Passau) transferiert.                                                                           | D-2-75-152-30 | BW                   |
| Museumsdorf Nr. 15 (Standort)   | Stadel                                   | Ständerbau mit Steildach, 18. Jahrhundert; 1979 aus Grub (Lkr. Cham) transferiert. | D-2-75-152-31 | BW                   |
| Museumsdorf Nr. 16 (Standort)   | Wohnstallhaus                            | Teilweise versteinerter Blockbau mit vorschießendem Flachsatteldach, 17./18. Jahrhundert.; 1979 aus Stüblhäuser (Gde. Sonnen, Lkr. Passau) transferiert. | D-2-75-152-32 | Wohnstallhaus        |
| Museumsdorf Nr. 17 (Standort)   | Ehemaliges Inhaus                        | Zweigeschossiger und teilweise versteinerter Blockbau mit vorschießendem Flachsatteldach und Traufschrot, 17. Jahrhundert; 1982 aus Poppenzell (Lkr. Regen) transferiert. | D-2-75-152-33 | BW                   |
| Museumsdorf Nr. 18 (Standort)   | Einfirsthof                              | Zweigeschossiger, teilweise versteinerter Blockbau mit vorschießendem flachem Frackdach und zwei Giebelschroten, 18. Jahrhundert; 1982 aus Schönbrunnerhäuser (Lkr. Freyung-Grafenau) transferiert.                                                                          | D-2-75-152-34 | Einfirsthof          |
| Museumsdorf Nr. 49 (Standort)   | Inhaus                                   | Eingeschossiger Bruchsteinbau mit Blockbau-Kniestock und vorschießendem Flachsatteldach, 1. Hälfte 19. Jahrhundert; 1977 aus Schnürring (Lkr. Freyung-Grafenau) transferiert.                                                                                                | D-2-75-152-52 | BW                   |
| Museumsdorf Nr. 53 (Standort)   | Wohnstallhaus am ursprünglichen Standort | Traufständiger Mittertennbau mit Satteldach und Bändergliederung, im Kern 1777, Anfang 20. Jahrhundert aufgestockt. | D-2-75-152-53 | BW                   |
| Museumsdorf Nr. 54 (Standort)   | Waldlerhaus                              | Zweigeschossiger, teilweise versteinerter Blockbau mit vorschießendem Flachsatteldach und Giebelschrot, 18. Jahrhundert; 1982 aus Eisenbernreut (Lkr. Freyung-Grafenau) transferiert.                                                                                        | D-2-75-152-54 | BW                   |
| Museumsdorf Nr. 56 b (Standort) | Brechhaus                                | Eingeschossiger Blockbau mit vorschießendem Flachsatteldach und gemauertem Ofen, 18. Jahrhundert; 1979/80 aus Brennersried (Lkr. Regen) transferiert. | D-2-75-152-56 | BW                   |
| Museumsdorf Nr. 94 (Standort)   | Ehemalige Hofkapelle                     | Halbrund schließender Holzbau mit Satteldach und Dachreiter, um 1800, mit Gemälden der 14 Nothelfer; 1982 aus Obervoglarn (Lkr. Passau) transferiert. | D-2-75-152-35 | Ehemalige Hofkapelle |

### Scharten
| Lage                  | Objekt                               | Beschreibung | Akten-Nr.     | Bild                                 |
| --------------------- | ------------------------------------ | --- | ------------- | ------------------------------------ |
| Scharten 2 (Standort) | Ehemalige Schlosskapelle St. Michael | Saalkirche mit Walmdach und eingezogenem Kastenchor, Bruchsteinmauerwerk, romanisch, 1597 und 1879 erneuert; mit Ausstattung. | D-2-72-150-12 | Ehemalige Schlosskapelle St. Michael |

### Schlinding
| Lage                     | Objekt  | Beschreibung                                                                               | Akten-Nr.     | Bild |
| ------------------------ | ------- | ------------------------------------------------------------------------------------------ | ------------- | ---- |
| In Schlinding (Standort) | Kapelle | Kleinbau mit Steildach und Rundbogenöffnung, vierseitig geschlossen, wohl 19. Jahrhundert. | D-2-72-150-13 | BW   |

### Thannberg
| Lage                  | Objekt                                | Beschreibung | Akten-Nr.     | Bild                                  |
| --------------------- | ------------------------------------- | --- | ------------- | ------------------------------------- |
| Kirchweg 8 (Standort) | Katholische Filialkirche St. Hartmann | Saalkirche mit Satteldach und eingezogenem Kastenchor, Flankenturm mit Pyramidendach, Bruchstein mit Ziegelgliederungen, 1930/31 von Michael Kurz; mit Ausstattung; alte Seelenkapelle im Chorscheitel, eingeschossiger Satteldachbau mit Arkadenvorhalle, gleichzeitig; Friedhofsmauer, erhaltene Abschnitte im Süden, Bruchstein, gleichzeitig. | D-2-72-150-14 | Katholische Filialkirche St. Hartmann |

## Ehemalige Baudenkmäler
In diesem Abschnitt sind Objekte aufgeführt, die früher einmal in der Denkmalliste eingetragen waren, jetzt aber nicht mehr. Objekte, die in anderem Zusammenhang also z. B. als Teil eines Baudenkmals weiter eingetragen sind, sollen hier nicht aufgeführt werden. Aktennummern in diesem Abschnitt sind ehemalige, jetzt nicht mehr gültige Aktennummern.

| Lage                                | Objekt           | Beschreibung                                                              | Akten-Nr.     | Bild |
| ----------------------------------- | ---------------- | ------------------------------------------------------------------------- | ------------- | ---- |
| Ebenreuth Nähe Ebenreuth (Standort) | Alte Ausstattung | Alte Ausstattung der modernen Kapelle                                     | D-2-72-150-5  | BW   |
| Lindau In Lindau (Standort)         | Alte Ausstattung | Alte Ausstattung der modernen Kapelle                                     | D-2-72-150-8  | BW   |
| Loderhof Loderhof 10, 11 (Standort) | Hakenhof         | Seltene Stuckgliederung, alte Haustür, Türsturz 1796, Dach später         | D-2-72-150-16 | BW   |
| Rabenstein Rabenstein 7 (Standort)  | Waldlerhaus      | Offener Blockbau mit Giebelschrot, Anfang 19. Jahrhundert; Dach verändert | D-2-72-150-9  | BW   |